# Ī̱̀
Ī̱̀ (minuscule : ī̱̀), appelé I macron accent grave macron souscrit, est une lettre latine utilisée dans l’écriture du kiowa.
Il s’agit de la lettre I diacritée d’un macron, d’un accent grave et d’un macron souscrit.

## Représentations informatiques
Le I macron accent grave macron souscrit peut être représenté avec les caractères Unicode suivants : 
- composé et normalisé NFC (latin étendu A, diacritiques) :

| formes    | représentations | chaînes de caractères | points de code       | descriptions                                                                          |
| --------- | --------------- | --------------------- | -------------------- | ------------------------------------------------------------------------------------- |
| capitale  | Ī̱̀               | Ī◌̱◌̀                   | U+012A U+0331 U+0300 | lettre majuscule latine i macron diacritique macron souscrit diacritique accent grave |
| minuscule | ī̱̀               | ī◌̱◌̀                   | U+012B U+0331 U+0300 | lettre minuscule latine i macron diacritique macron souscrit diacritique accent grave |

- décomposé et normalisé NFD (latin de base, diacritiques) :

| formes    | représentations | chaînes de caractères | points de code              | descriptions                                                                                      |
| --------- | --------------- | --------------------- | --------------------------- | ------------------------------------------------------------------------------------------------- |
| capitale  | Ī̱̀               | I◌̱◌̄◌̀                  | U+0049 U+0331 U+0304 U+0300 | lettre majuscule latine i diacritique macron souscrit diacritique macron diacritique accent grave |
| minuscule | ī̱̀               | i◌̱◌̄◌̀                  | U+0069 U+0331 U+0304 U+0300 | lettre minuscule latine i diacritique macron souscrit diacritique macron diacritique accent grave |